# Piccolo uomo/Madre
Piccolo uomo/Madre è un singolo di Mia Martini pubblicato l'11 aprile 1972 dalla Dischi Ricordi.
Fu il primo grande successo commerciale di Mia Martini, nonché la sua prima incisione alla Dischi Ricordi di Milano, dove si era trasferita per seguire il manager Alberigo Crocetta, che nel 1971 l'aveva reintrodotta nell'ambiente musicale.

## Descrizione
Quando Alberigo Crocetta lasciò la RCA e approdò alla Ricordi di Milano, Mia Martini decise di seguirlo, riuscendo ad incidere Piccolo uomo, scritta da Bruno Lauzi e Michelangelo La Bionda, su musica di Dario Baldan Bembo (e Leonardo Ricchi, inizialmente non accreditato), il quale non ha mai nascosto la sua contrarietà nell'affidare il pezzo ad un'artista appena esordiente.
Destinato, infatti, ai Camaleonti, il pezzo fu invece presentato da Mia Martini al Festival Pop, Beat, Western Express di Londra, il 26 maggio 1972.
Madre è invece una cover della canzone Mother di John Lennon, tradotta in italiano dalla stessa Mia Martini.

## Successo e classifiche
Dopo l'inspiegabile bocciatura a Un disco per l'estate, il brano venne presentato al Cantagiro e al Festivalbar, dove Mia Martini ottenne la sua prima vittoria.
L'immediato successo coincise con la partecipazione alle più importanti trasmissioni musicali, quali Adesso musica (30 giugno 1972), Senza rete (26 agosto 1972), Tutto è pop (31 agosto 1972).
Piccolo uomo rappresenta il primo grande successo della cantante calabrese.
Infatti la canzone raggiunge l'apice della Hit Parade, le vale poi il suo primo Disco d'oro per le vendite diventando uno dei singoli di grandissimo successo del 1972.

### Classifiche
| Nº | Settimana         | Posizione |
| -- | ----------------- | --------- |
| 1  | 17 giugno 1972    | 10        |
| 2  | 24 giugno 1972    | 8         |
| 3  | 1º luglio 1972    | 9         |
| 4  | 8 luglio 1972     | 7         |
| 5  | 15 luglio 1972    | 9         |
| 6  | 22 luglio 1972    | 6         |
| 7  | 29 luglio 1972    | 4         |
| 8  | 5 agosto 1972     | 3         |
| 9  | 12 agosto 1972    | 6         |
| 10 | 19 agosto 1972    | 6         |
| 11 | 26 agosto 1972    | 6         |
| 12 | 2 settembre 1972  | 8         |
| 13 | 9 settembre 1972  | 8         |
| 14 | 16 settembre 1972 | 8         |
| 15 | 23 settembre 1972 | 7         |
| 16 | 30 settembre 1972 | 9         |
| 17 | 7 ottobre 1972    | 9         |
| 18 | 14 ottobre 1972   | 9         |

## Versioni e cover
Nel 1973 la cantante incide Piccolo uomo in spagnolo (Pequeno hombre), francese (Tout petit homme), e in tedesco (Auf der welt), dandole l'opportunità di affacciarsi ad un successo internazionale con varie ospitate in trasmissioni come Liedercircus (21 dicembre 1972), Hits a gogo (29 marzo 1973) e uno special dalla televisione svizzera-italiana intitolato 20 minuti con Mia Martini (16 luglio 1973).
La cantante ha poi reinterpretato il brano nel 1994, all'interno del suo ultimo album, La musica che mi gira intorno.
Tra le varie cover del pezzo ricordiamo:
- Cover del gruppo spagnolo The Pop Tops, conosciuti in Italia grazie alla canzone Mamy blue, intitolata My little woman pubblicata su singolo nel 1973;
- Cover della cantante tedesca Su Kramer intitolata Im namen der liebe, pubblicata nell'album Lampenfieber (1974);
- Cover di Bruno Lauzi pubblicata nell'album Piccolo grande uomo del 1985;
- Cover di Nathalie pubblicata nel suo EP In punta di piedi uscito nel 2010.

## Tracce
Lato A
1. Piccolo uomo – 4:20 (testo: Bruno Lauzi e Michelangelo La Bionda – musica: Dario Baldan Bembo e Leonardo Ricchi)

Lato B
1. Madre (Mother) – 5:05 (testo: Mia Martini – musica: John Lennon)